# بورتريه أديل بلوخ باور

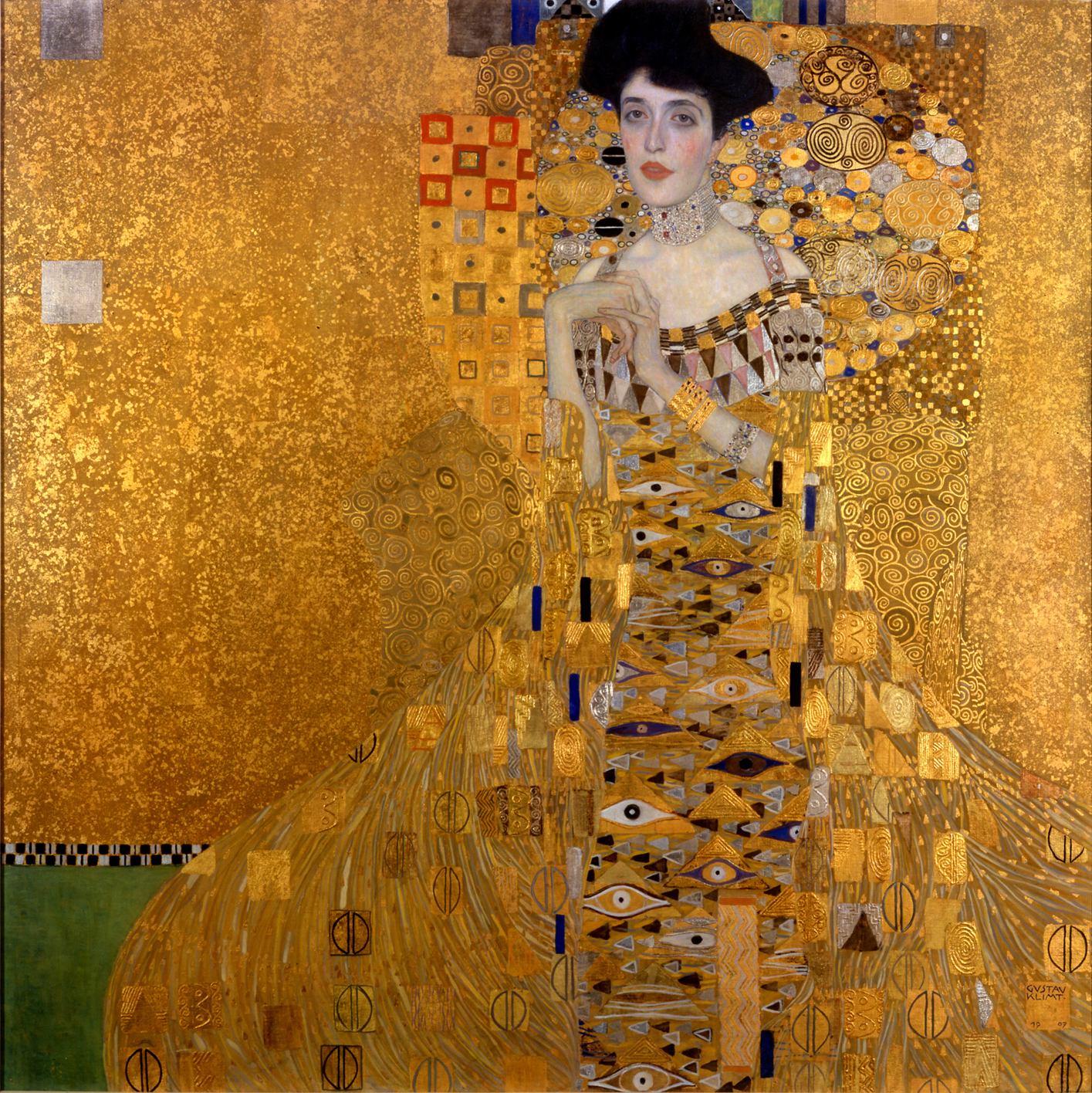
بورتريه أديل بلوخ باور، غوستاف كليمت، المعرض الجديد بنيويورك.

بورتريه أديل بلوخ باور (وتُدعى أيضًا السيدة في الذهب أو المرأة في الذهب) هي لوحة من رسم الفنان غوستاف كليمت، انتهى من رسمها بين عامي 1903 و1907. كلّف زوج أديل -فيرديناند بلوخ باور وهو مصرفيّ يهودي وصاحب مصنع لإنتاج السُّكر- الفنانَ بهذا العمل. سرق النازيون اللوحة في عام 1941 وعرضوها في غاليري بلفيدير في النمسا. أُعيدت اللوحة إلى العائلة في عام 2006، بعد ثماني سنوات من الجهود الكبيرة التي بذلها ورثة بلوخ باور، ثم بيعت في نفس العام مقابل 135 مليون دولار، ودخلت بذلك قائمة أغلى الرسومات الفنية.
كان هذا البورتريه العمل النهائي الأكثر تمثيلاً للمرحلة الذهبية لكليمت. وهو واحد من بين اثنين رسمهما كليمت لأديل، إذ انتهى من البورتريه الثاني في عام 1912، امتلكت العائلة هذين العملين بالإضافة إلى الكثير من أعمال الفنان. تركت أديل أعمال كليمت الفنية في غاليري بلفيدير بإرادتها، لكن عندما توفيت في عام 1925 أصبحت تلك الأعمال في حوزة فيرديناند. هرب فيرديناند بعد عملية أنشلوس «Anschluss» التي نفذتها ألمانيا النازية في فيينا، في النمسا، وشق طريقه إلى سويسرا تاركًا وراءه الكثير من ثروته، بما في ذلك مجموعته الفنية الضخمة. سرق النازيون اللوحة في عام 1941، بالإضافة إلى ما تبقى من ممتلكات فيرديناند، بعد توجيه تهمة التهرب من الدفع الضريبي نحوه. توفي فيرديناند في عام 1946، وكانت وصيته بأن تذهب ثروته إلى ابن أخيه وابنتيه.
أثبت هوبرتوس تشيرنين (الصحفي الاستقصائي النمساوي) في عام 1998، احتواء غاليري بلفيدير على الكثير من الأعمال المسروقة من مالكيها اليهود خلال الحرب، ورفض المعرض إعادة هذه الأعمال إلى أصحابها الأصليين، أو الاعتراف بحدوث أي سرقة. عيّنت ماريا التمان -إحدى بنات أخت فرديناند- المحاميَ إي. راندول شونبيرغ لرفع دعوى ضد المعرض؛ لاستعادة خمسة من أعمال كليمت. انتهت جلسة الاستماع أمام المحكمة العليا للولايات المتحدة بعد دعوى قضائية مدتها سبع سنوات، بموافقة لجنة التحكيم في فيينا على أن اللوحة وغيرها قد سُرقت من الأسرة وأنه ينبغي إعادتها إلى ماريا التمان. بيعت فيما بعد إلى رجل الأعمال وجامع الفن رونالد لودر، الذي وضع العمل في معرض نيو غاليري، الواقع في نيويورك.
يُحيي فيلم «المرأة في الذهب» لعام 2015 ذكرى قصة هروب ماريا التمان من النمسا واستعادة لوحة أديل بلوش باور.

## الخلفية

### غوستاف كليمت
وُلد غوستاف كليمت في عام 1862 في بومغارتن، بالقرب من فيينا في الإمبراطورية النمساوية المجرية. التحق بمدرسة فيينا للفنون والحِرف (بالألمانية:Kunstgewerbeschule Wien). عمل كليمت في فيينا خلال العصر الفني الجميل «Belle Époque»، إذ قدمت المدينة خلال هذه الفترة مساهمة كبيرة دائمة في تاريخ الفن الحديث. تأثر بفن الطليعة الأوروبي خلال التسعينيات من القرن التاسع عشر، بما في ذلك أعمال بعض الرسامين مثل فرناند كنوبف ويان توروب وأوبري بيردزلي. كان أيضًا عضوًا مؤسسًا ورئيسًا لحركة تدعى انفصال فينر (انفصال فيينا) في عام 1897، وهي تضم مجموعة من الفنانين الذين أرادوا الانفصال عن الرجعيّة السائدة في فيينا كونستلرهاوس (البيت الفني في فيينا). تحدى كليمت بشكل خاص «حدود الاحترام الكاذبة التي وضعها المجتمع في فيينا» على حد قوله، ووفقًا للمؤرخة الفنية سوزانا بارتش، فقد كان كليمت «الشقي في المشهد الفني في فيينا، و اعتُرِف به رسامًا للنساء الجميلات». في عام 1900، كان هو الرسام المفضل لزوجات اليهوديين «البرجوازيين» وهي فئة ناشئة من الصناعيين العصاميين الذين كانوا يشترون الفن الجديد المبتكر الذي ترفضه المتاحف الحكومية، وفقًا لصحفية آن ماري أوكونور.
بدأ كليمت في عام 1898 بتجربة الأسلوب الذي أصبح يُعرف لاحقًا باسم الفترة البيزنطية أو الفترة الذهبية، فتأثرت أعماله من الناحية الفنية بالفن الجديد «آرت نوفو» وحركة الفنون والحِرف المطلية بصفائح الذهب (ورق الذهب). بدأ كليمت باستخدام الذهب في رسوماته في عام 1890 في لوحة لعازف البيانو جوزيف بيمباور، ولكن أول أعماله التي احتوت على مادة الذهب كانت لوحة بالاس أثينا (1898). يرى مؤرخ الفن جيلز نيريت أن استخدام الذهب في اللوحات يؤكد على عنصر الإثارة في رؤية كليمت للعالم. ويقول نيريت أيضًا أن كليمت استخدم الذهب ليعطي الأشخاص قيمة مُقدّسة أو سحرية.

### فرديناند وأديل بلوخ باور
تنتمي أديل باور إلى عائلة يهودية ثريّة في فيينا، إذ كان والدها مديرًا لمصرف يُعتبر سابع أكبر مصرف في الإمبراطورية النمساوية المجرية، ومديرًا عامًا لخطوط السكك الحديدية الشرقية. قابلت أديل الفنان كليمت في الأواخر من تسعينيات القرن التاسع عشر. وتعددت الآراء حول ما إذا كان بين أديل وكليمت علاقة غرامية أم لا. اعتبرت الفنانة كاثرين دين أن أديل هي «سيدة المجتمع الوحيدة التي رسمها كليمت المعروف بالتأكيد أنها عشيقته»، بينما كتبت الصحفيّة ميليسا مولر والأكاديميّة مونيكا تاتزكو أنه «لم يُقدَّم دليل واضح على أن علاقتهما تجاوزت حدود الصداقة». يلاحظ وايتفورد أن بعض الرسومات التي صنعها كليمت مثل لوحة «القُبلَة» أظهرت رجلاً مُلتحيًا وكأنه بورتريه لنفسه، ووصف وايتفورد الأنثى في اللوحة بأنها «مشابهة جداً لأديل». كتب ويتفورد أن الإثبات الوحيد الذي قُدم لدعم هذه النظرية هو وضعية اليد اليمنى للمرأة في اللوحة وهي تشبه يد أديل التي تملك إصبعًا مشوّهة نتيجة حادث وقع لها في طفولتها.
رتب والدا أديل زواجها من فيرديناند بلوخ، وهو يعمل مصرفيًّا وصاحب مصنع لإنتاج السُّكر. كانت أخت أديل الكبرى قد تزوجت سابقًا من شقيق فيرديناند الأكبر. كان فيرديناند أكبر من خطيبته، وفي موعد الزواج في ديسمبر عام 1899، كانت أديل في الثامنة عشرة وهو في الخامسة والثلاثين عامًا. تتصف أديل بأنها نشيطة اجتماعياً فجمعت الكُتّاب والسياسيين والمُفكرين في صالونات أدبية منتظمة في منزلهم.
تشارَك الزوجان عشق الفن، واهتما بالعديد من الفنانين، وجمعا في المقام الأول لوحات فيينا في القرن التاسع عشر والنحت المعاصر. كان لدى فيرديناند أيضًا شغف بالخزف من الحركة الكلاسيكية الحديثة، إذ ضمت مجموعته بحلول عام 1934 أكثر من 400 قطعة وكانت واحدة من أفضل المجموعات في العالم.
رسم كليمت لوحة «جوديث ورأس هولوفيرنيس» في عام 1901. وكانت أديل هي العارضة (model) في هذا العمل، ارتدت قلادة مُرصعة بالجواهر الثقيلة أعطاها لها فيرديناند، وصف وايتفورد هذه اللوحة بأنها «اللوحة الأكثر إثارة لكليمت». اشترى فيرديناند في عام 1903، أولى أعماله من الفنان كليمت وهي (بوخين فالد).

## اللوحة

### التحضير والتنفيذ
كلّف فرديناند بلوخ باور الفنان كليمت برسم لوحة لزوجته في منتصف عام 1903، إذ كان يرغب في تقديم هذه اللوحة لوالدي أديل هديةً بمناسبة الذكرى السنوية لزواجهما في شهر أكتوبر. رسم كليمت أكثر من مئة رسم تحضيري (سكيتشات) للوحة بين 1903 و 1904. اشترى بلوخ باور بعضًا من هذه اللوحات التجريبية التي رسمها كليمت لأديل. زار كليمت مع زميله الفنان ماكسيميليان لينز كنيسة القديس فيتالي في رافينا في ديسمبر من عام 1903 وهناك درس الفسيفساء. وكتب لينز في وقت لاحق أن «الفسيفساء تركت تأثيراً كبيراً على كليمت»، ومن هنا جاء التألق، من الزخرفة القوية المُستخدمة في فنه. وقال كليمت فيما بعد أن «الفسيفساء لها روعة تفوق الخيال»، وقد كانت بمثابة الوحي والإلهام له. جذبت فسيفساء رافينا أيضًا انتباه الفنانين الآخرين الذين عملوا في مجال الصور والرسومات التوضيحية، ومنهم: فاسيلي كاندينسكي في عام 1911 وكلايف بيل في عام 1914.
اتخذ كليمت تحضيرات واسعة لهذه اللوحة أكثر من أي قطعة أخرى عمل عليها. نُفذ قسم كبير من اللوحة باستخدام تقنية الأوراق الذهبية والفضية، ثم أُضيفت عناصر زخرفية في النقوش البارزة باستخدام «الجسو» وهو خليط من الطلاء الأبيض المُكوّن من مزيج من الطباشير أو الجبس. وضع المهندس المعماري جوزيف هوفمان الإطار الذهبي للوحة. وأخيراً أنهى كليمت هذا العمل بحلول عام 1907.